# Trigonostemon salicifolius
Trigonostemon salicifolius là một loài thực vật có hoa trong họ Đại kích. Loài này được Ridl. miêu tả khoa học đầu tiên năm 1923.